# Anselm Turmeda
Anselm Turmeda, in seguito alla conversione all'Islam ‘Abd Allā´h at-Targiumān (nome completo in arabo  أبو محمد عبد الله بن عبد الله الترجمان الميورقي, Abū-Muḥammad ʿAbdu-llāh bin ʿAbdi-llāh at-Tarjumān al-Mayūrqī) (Palma di Maiorca, 1355 – Tunisia, 1423), è stato un importante scrittore maiorchino: dapprima frate francescano, si convertì all'islam e visse da musulmano in Tunisia. È uno dei pochi autori del medioevo ad avere composto le proprie opere sia in lingua araba sia in catalano.

## Opere maggiori
- Llibre dels bons amonestaments: Turmeda lo data aprile 1398, quando viveva in Tunisia da undici anni. È composto da 428 versi disposti in strofe di tre ottonari che rimano tra loro e un quadrisillabo indipendente. In una breve nota introduttiva si spiega che il libro è stato composto in Tunisia da fra Anselm Turmeda, chiamato anche Abdalà e che tratta di buoni insegnamenti. Fino al secolo scorso, è stata un'opera molto popolare in Catalogna ed era usato come libro di lettura nelle scuole. Si tratta di un sermone in versi nel quale, sotto l'apparente ortodossia, appare l'etica egocentrica e materialista dell'autore.
- Cobles de la divisió del Regne de Mallorques: scritto nel 1398, è composto da 123 strofe di otto settenari ciascuna che rimano secondo lo schema ABABBCCB. In una piccola introduzione si spiega che l'opera è stata scritta su richiesta di alcuni mercanti di Maiorca. Gli era stato chiesto di preparare un trattato a proposito delle divisioni del regno e Turmeda, nonostante non si intendesse molto dell'argomento, ne scrisse alcune copie in catalano. È una composizione di tipo allegorico ed autobiografico. Una mattina di primavera egli esce a cavallo e giunge ad un prato sul quale si erge un meraviglioso palazzo. Una fanciulla è affacciata alla finestra e gli dà il benvenuto, mente altre sei lo persuadono ed entrare. Lo accompagnano nel giardino del palazzo spiegando che lì fa caldo d'inverno e fresco d'estate. Il luogo è adornato da fiori e gli uccelli cantano e nel mezzo del giardino si trova la Fontana Reale dalla quale sgorgano cinque fiumi. Seduta sul trono reale si trova quella che pare essere la regina,  che però sospira ed è molto triste.
- La disputa de l'ase: scritta nel 1417, non ne resta alcun esemplare in catalano, nonostante sia la lingua originale in cui venne scritta e pubblicata. L'edizione attuale proviene infatti da una traduzione francese. Il fatto che l'Inquisizione l'abbia posto nell'Indice dei libri proibiti ha sicuramente contribuito alla scomparsa di questo testo.
- Llibre de tres: si tratta di un'opera di tono moralistico, che vuole istruire divertendo attraverso il tradizionale potere moralizzatore dei proverbi. Per la pungente ironia e lo scetticismo che traspare in essa, è stata ipotizzata la paternità di Turmeda.  In realtà, non c'è alcun motivo filologicamente attendibile per dire che l'autore sia il frate maiorchino.
- تحفة الأريب في الرد على أهل الصليب (tuḥfatu l-'arīb fī-rraddi ʿala ahli s-Salīb, "Il dono dell'uomo istruito contro il popolo della croce"): scritta nel 1420, in arabo. Le prime due parti sono autobiografiche; nella prima spiega la sua formazione e la conversione all'islamismo, nella seconda parla soprattutto delle opere del sultano. La terza è la parte programmatica dell'opera. I quattro temi fondamentali sono:

1. L'Islam è la migliore delle religioni
2. Le Scritture cristiane sono state falsificate
3. Gesù non è Dio, ma solo un uomo ed un profeta
4. Tutto ciò che è cristiano è falso e assurdo